# Rose O'Neill
Rose Cecil O'Neill (Wilkes-Barre, 25 giugno 1874 – Springfield, 6 aprile 1944) è stata una fumettista, scrittrice e illustratrice statunitense.
Deve la sua fama internazionale alla creazione, nel 1909, del personaggio dei fumetti Kewpie e all'essere stata la prima autrice di fumetti pubblicata negli Stati Uniti.
Figlia di un venditore di libri e carpentiere, O'Neill crebbe nel Nebraska rurale.
Fin da bambina mostrò interesse nelle arti grafiche per poi cercare di iniziare una carriera a New York come illustratrice all'età di quindici anni.
Le tavole a fumetti dei Kewpie, che debuttarono nel 1909 sul Ladies' Home Journal, ritraevano dei personaggi raffigurati come bambini di pochi mesi, che furono poi riprodotti come bambole di bisquit nel 1912 dalla ditta tedesca di giocattoli J. D. Kestner, a cui seguirono, grazie al successo di vendite, le versioni snodate e in celluloide.
Le bambole ebbero un grande successo commerciale nei primi anni del novecento e sono considerate il primo giocattolo che abbia raggiunto vendite di massa negli Stati Uniti.
O'Neill ebbe anche una produzione letteraria in poesia e racconti e fu attiva nel movimento delle suffragette.
Per un periodo ebbe il primato dell'illustratrice più pagata al mondo, grazie al successo delle bambole Kewpie.

## Biografia
Nacque il 25 giugno 1874 a Wilkes-Barre, nello stato della Pennsylvania, la seconda di sette figli di William Patrick, un immigrato irlandese, ed Alice Asenath "Meemie" Smith O'Neill. Ricevette un'educazione cattolica. Quando aveva tre anni, la sua famiglia si trasferì nelle campagne del Nebraska, dove passò il resto dell'infanzia. Fino dalla fanciullezza mostrò un profondo interesse per l'arte, dedicandosi totalmente al disegno, alla pittura e la scultura. All'età di tredici anni partecipò al concorso di disegno organizzato dal principale giornale del Nebraska l'Omaha Herald e vinse il primo premio con il suo disegno intitolato "Temptation Leading to an Abyss" (Tentazione che porta all'Abisso).
Nei successivi due anni, la O'Neill iniziò a fornire illustrazioni per le pubblicazioni del giornale Omaha: l' Excelsior ed il The Great Divide oltre ad altri periodici, grazie all'aiuto del redattore dell'Omaha World-Herald e l'art director del Everybody Magazine che avevano fatto parte della giuria del premio che aveva ricevuto. Le entrate della giovane aiutarono le modeste entrate familiari che il padre cercava di sostenere vendendo libri. La O'Neill seguiva le lezioni alla scuola del Convento del sacro Cuore di Omaha.

### Trasferimento a New York
Per aiutare il suo talento, suo padre la portò a New York nel 1893; durante il viaggio si fermarono a Chicago per visitare la World Columbian Exposition dove lei poté ammirare, per la prima volta, grandi dipinti e sculture che aveva visto solo nei libri del padre. A New York fu lasciata presso il convento delle sorelle di St. Regis. Le suore l'accompagnarono presso gli studi di molti editori per presentare il suo portfolio di sessanta disegni, riuscendo a venderli tutti ed a ricevere ulteriori ordini. Le sue illustrazioni divennero protagoniste del numero del 19 settembre, 1896, della rivista True rendendola la prima donna illustratrice statunitense ad essere pubblicata.
Mentre la O'Neill stava a New York, il padre ottenne i diritti di colono su di un piccolo podere sugli altipiani di Ozarks, allora non abitati, nel Missouri meridionale. Il podere era costituito da una casa in legno ad un piano di quattro camere ed un patio. Quando, un anno dopo, O'Neill visitò il podere, era noto come "Bonniebrook". In questi anni divenne un'illustratrice di discreto successo, facendo parte della redazione del giornale satirico Puck, in cui era l'unica donna. nel 1909, iniziò ad illustrare le pubblicità della gelatina Jell-O, ed a collaborare con importanti riviste quali Harper's Magazine e Life.

### Primi lavori

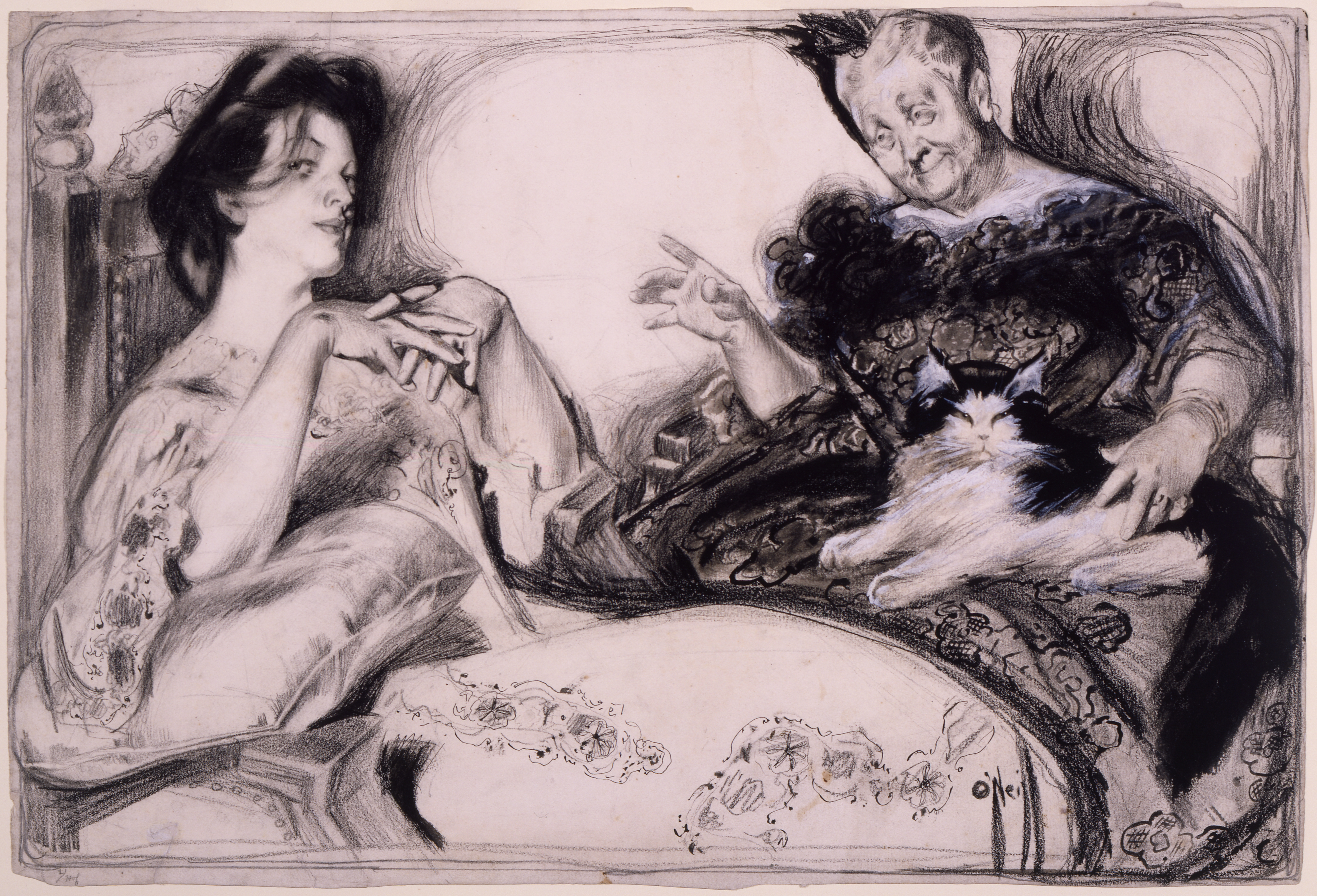
"Signs", una vignetta per Puck di Rose O'Neill, 1904.
Ethel: "Si comporta così. Mi guarda dolcemente, è vivace quando sto con lui, si rattrista quando non lo considero. Ora, cosa significa?"
Sua madre: "Che è un gran bravo attore, Ethel."

Nel 1892, mentre era ad Omaha in Nebraska, Rose conobbe un ragazzo della nobiltà della Virginia, Gray Latham. Lui le fece visita in New York City, e successivamente continuarono a scriversi e lei andò in Missouri a visitare la famiglia di lui. Dopo che il padre di Rose si trasferì in Messico per lavorare, con il padre di Latham, Woodville Latham, alle prime pellicole cinematografiche statunitensi, Gray si trasferì presso la famiglia di lei a Bonniebrook e si sposarono nel 1896. Rose trasferiva la maggior parte dei suoi guadagni alla sua famiglia a Bonniebrook.
Negli anni successivi Rose O'Neill si scontrò con Latham, per il suo stile di vita dispendioso, il suo vizio del gioco e per essere un noto playboy. Avendo scoperto che le sottraeva regolarmente i suoi guadagni, al posto di spenderli per la famiglia, Rose O'Neill si trasferì nella Contea di Taney, dove chiese il divorzio nel 1901, per poi tornare a Bonniebrook. Latham morì lo stesso anno.
Verso la fine del 1901, Rose O'Neill iniziò a ricevere lettere d'amore anonime e regali. Scoprì che gliele inviava Harry Leon Wilson, un assistente redattore al Puck. Rose O'Neill e Wilson iniziarono una relazione amorosa, e si sposarono nel 1902. Dopo la luna di miele in Colorado, si trasferirono a Bonniebrook. Durante i primi tre anni di matrimonio Harry scrisse due romanzi, The Lions of the Lord (1903) ed The Boss of Little Arcady (1905), che furono illustrati da Rose. Uno dei successivi racconti di Harry, Ruggles of Red Gap (il maggiordomo), divenne famoso e fu ridotto in diversi film tra cui uno muto, uno sonoro, con protagonista Charles Laughton, ed il suo remake Fancy Pants (Ai vostri ordini signora!) con Lucille Ball e Bob Hope. Harry e Rose divorziarono nel 1907.
Nel 1904, Rose O'Neill pubblicò ed illustrò il suo primo romanzo, The Loves of Edwy. Ottenne buone critiche all'uscita, tra cui quella scritta sul Book News del 1905.

### Kewpies ed il successo

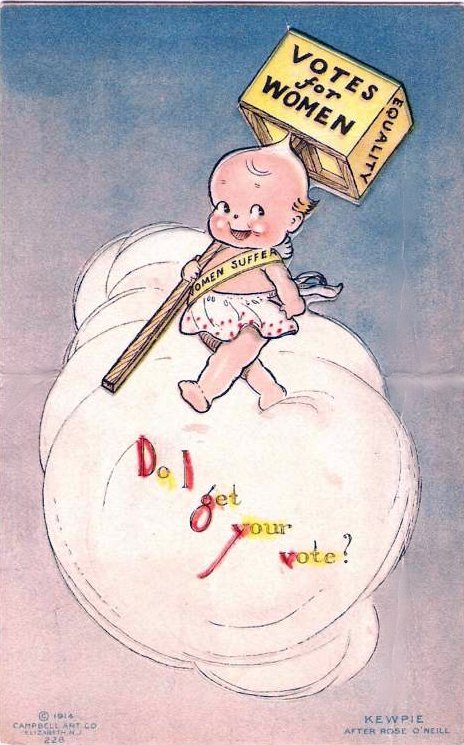
Cartolina Kewpie per il suffragio femminile, 1914

Con la diffusione dell'istruzione all'inizio del novecento, le donne vennero coinvolte nell'industria culturale, e si formarono i primi circoli artistici femminili. Le illustrazioni eseguite da donne erano considerate inferiori e per lottare contro questo stereotipo, secondo la storica Laura Prieto, le artiste diventarono sempre più attive e comunicative, prendendo parte al movimento delle "New Woman" (La Donna Nuova), di cui Rose O'Neal faceva parte. Secondo Prieto, le artiste avevano un ruolo cruciale nel rappresentare le New Woman, sia creando l'iconografia delle New Woman, sia rappresentandola con le proprie vite.  Alla fine dell'Ottocento ed all'inizio del novecento, circa l'88% degli abbonati di 11.000 periodici e riviste, pubblicati negli Stati Uniti, erano donne. Altre illustratrici di successo dell'epoca erano Jennie Augusta Brownscombe, Jessie Willcox Smith, Elizabeth Shippen Green, e Violet Oakley.

Nel clima suscitato dal movimento delle New Woman e delle suffragette che, nel 1908, O'Neill iniziò a concentrarsi su produzioni originali, creando il personaggio ironico di Kewpie da cui prese fama. Il nome, "Kewpie", deriva da Cupido, divinità romana dell'amore. Rose O'Neill, era ossessionata da un personaggio con le fattezze di un cherubino al punto di sognarlo la notte: 
(Rose O'Neil, The Story of Rose O'Neill: An Autobiography, 1997.)
Li descrisse come una specie di piccola e rotonda fata con la sola idea di insegnare alla gente ad essere gentile e allegra allo stesso tempo. I personaggi dei Kewpie ebbero il loro debutto in una tavola a fumetti in un numero del 1909 del Ladies' Home Journal. Ulteriori uscite dei Kewpie sulle riviste Woman's Home Companion e Good Housekeeping ne fecero aumentare rapidamente la popolarità.
Nel 1912, la ditta tedesca di porcellane J. D. Kestner, iniziò a fabbricare bambole ispirate ai Kewpie, ed lo stesso anno, Rose O'Neill si recò alla fabbrica di Waltershausen per supervisionare lo stile dei prodotti. Versioni successive, prodotte anche in Francia e Belgio, furono realizzate come bambole snodabili ed in celluloide e sono considerate il primo giocattolo che abbia raggiunto vendite di massa negli Stati Uniti.
Insieme alla sorella Callista aprì un negozio sulla Madison Avenue per vendere le bambole dei Kwepie, ottenendo un immediato successo. Con il successo e la fama Rose O'Neill venne considerata una bohémiens, e divenne un'attivista dei diritti delle donne. Fece parte del circolo teatrale femminista, fondato ne 1913 da Mary Shaw, The Gamut Club. Nell'ambito del club, scrisse nel 1915, in collaborazione con Edith Ellis, la commedia Making Dick Over, sull'impossibilità degli uomini a cambiare. Il successo dei Kewpies le rese un capitale de 1,4 milioni di dollari dell'epoca, con cui acquistò diverse proprietà, tra cui la casa di famiglia a Bonniebrook, un appartamento a Washington Square Park nel Greenwich Village, Castle Carabas nel Connecticut, e la Villa Narcissus (acquistata da Charles Caryl Coleman) sull'isola di Capri. All'apice del successo dei Kewpie, la O'Neill era l'illustratrice donna più pagata al mondo. Era molto conosciuta nei circoli artistici di New York City, e fu d'ispirazione per la canzone che dà il titolo al musical "Rose of Washington Square".

### Parigi

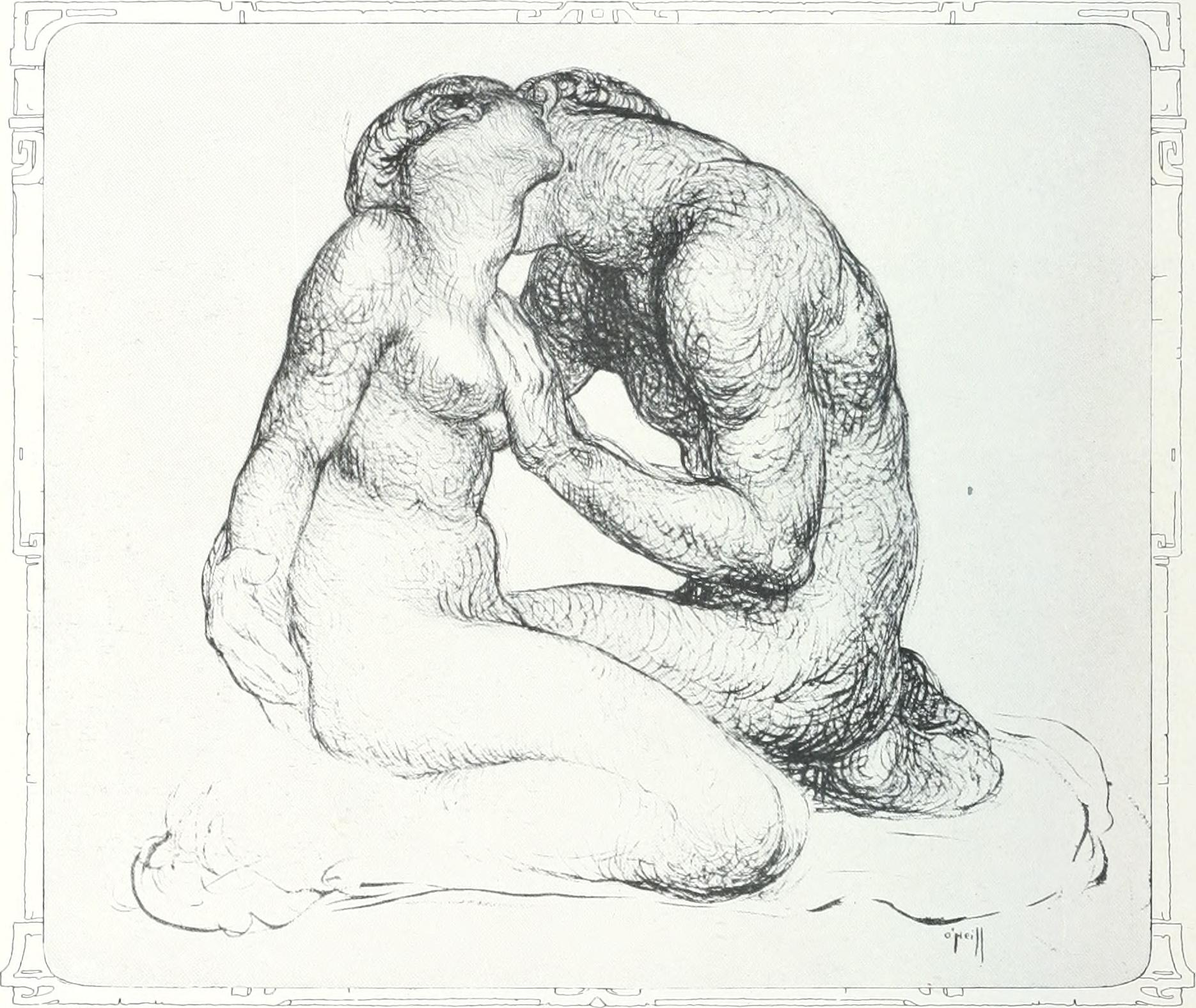
The Eternal Gesture (1922)

Pur avendo raggiunto una grande fortuna, Rose continuò a lavorare. Seguì le lezioni del maestro della scultura Auguste Rodin ed espose le sue opere di pittura e scultura a Parigi e negli Stati Uniti. Questi lavori erano molto sperimentali ed ispirati dal sogno e dalla mitologia. La O'Neill visse dal 1921 al 1926 a Parigi. Fu introdotta nella Société Coloniale des Artistes Français nel 1921, ed espose presso la galleria Devambez a Parigi e alla galleria Wildenstein di New York nel 1921 ed nel 1922 rispettivamente.
Nel 1927, la O'Neill tornò negli Stati Uniti, e nel 1937 si trasferì definitivamente a Bonniebrook. Già negli anni quaranta aveva dissipato la sua fortuna,  per le spese stravaganti, il mantenimento della famiglia e del suo entourage di artisti. La Grande depressione ebbe la sua parte. Dopo trent'anni di popolarità i Kewpie avevano perso la loro popolarità, e la fotografia aveva soppiantato l'illustrazione come veicolo pubblicitario. La O'Neill cercò di introdurre una nuova bambola, creando Little Ho Ho, che assomigliava ad un sorridente Budda bambino. Prima che potesse iniziare la produzione, la fabbrica andò completamente a fuoco.

## Morte ed eredità
O'Neill divenne un'importante personalità della comunità di Branson (Missouri), donando alcune sue opere alla locale scuola School of the Ozarks presso Point Lookout (Missouri), e rimase attiva nella locale comunità artistica.
Il 6 aprile 1944, Rose O'Neill morì, dopo una serie di ictus, per una crisi cardiaca presso la casa di suo nipote a Springfield (Missouri). Fu sepolta nel cimitero di famiglia a Bonniebrook Homestead, accanto a sua madre ed a molti membri della sua famiglia. Il podere di Bonniebrook Homestead è stato inserito National Register of Historic Places nel 1997.

## Opere

### Autrice ed illustratrice
- The Loves of Edwy, Lothrop Publishing Company, Boston, 1904.[20]
- The Lady in the White Veil, Harper and Brothers, New York, 1909.
- Kewpies and Dottie Darling , George H. Doran, New York, 1912.
- Kewpies: Their Book, Verse and Poetry , Frederick A. Stokes, New York, 1913.
- Kewpie, tavole a colori, 1914.
- The Kewpie Primer, con Elizabeth V. Quinn, Frederick A. Stokes, New York, 1916.
- The Master-Mistress,  A. A. Knopf,  New York, 1922.
- Kewpies and the Runaway Baby, Doubleday, Doran & C., New York, 1928.
- Garda, Doubleday, Doran  & C., New York, 1929.
- The Goblin Woman, Doubleday, Doran  & C., New York, 1930.[37]

### Illustratrice

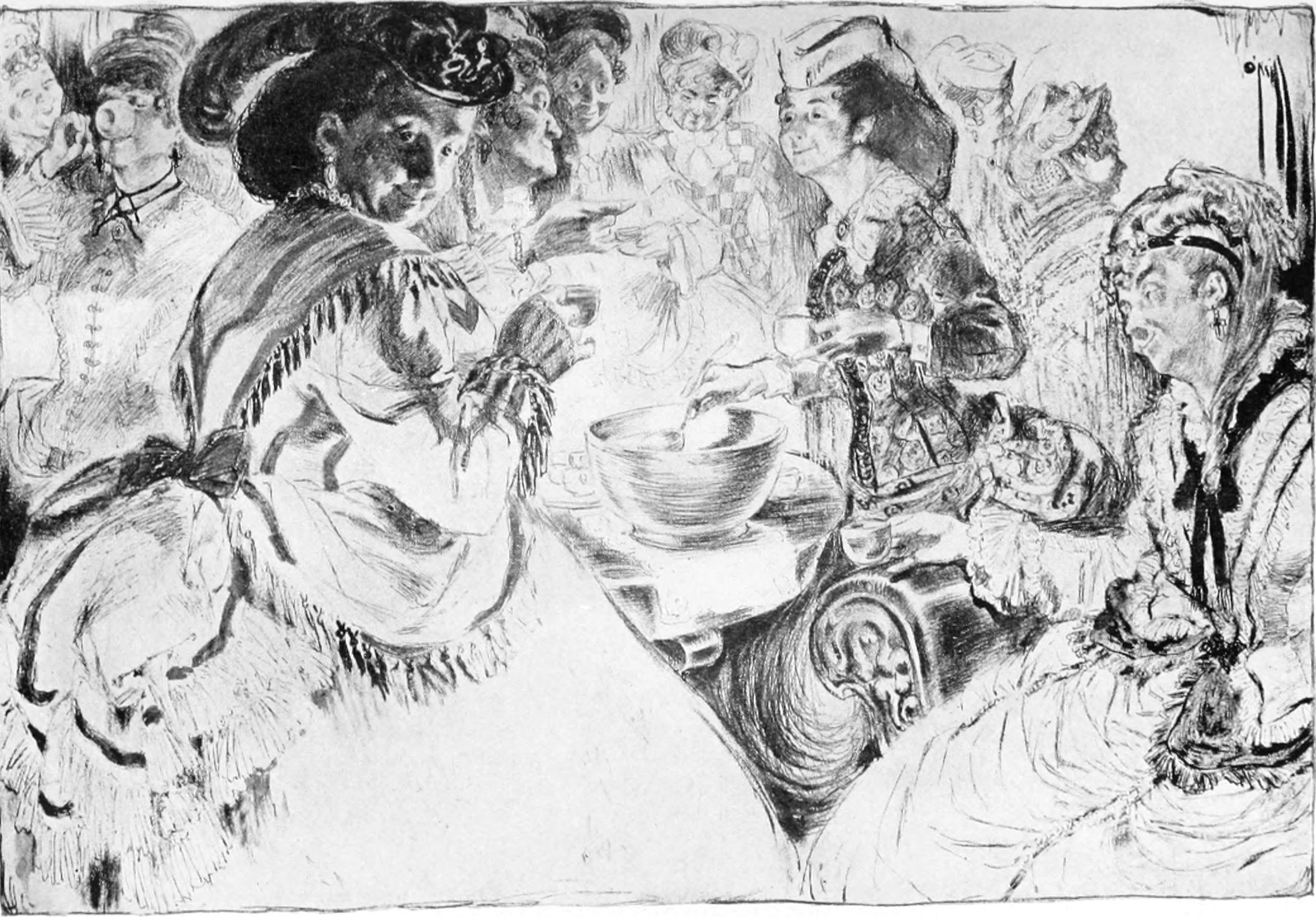
Illustrazione per il romanzo The boss of Little Arcady (1905)

- The Lions of the Lord di Harry Leon Wilson, Lothrop, Boston, 1903.[13]
- The Boss of Little Arcady di Harry Leon Wilson, Lothrop, Boston, 1905[13]
- Tomorrow's House; or the Tiny Angel by George O'Neill, E. P. Dutton, New York, 1930[13]